# Referendumul de independență a Ucrainei din 1991
Un referendum cu privire la Actul de Declarație a Independenței a avut loc în Ucraina la 1 decembrie 1991. O majoritate covârșitoare de 92% dintre alegători au aprobat declarația de independență făcută de Rada Supremă la 24 august 1991.
Alegătorii au fost întrebați „confirmați Actul de Declarație de Independență a Ucrainei?” Textul Declarației a fost inclus ca preambul la întrebare. Referendumul a fost convocat de Parlamentul Ucrainei pentru a confirma Actul de Independență, care a fost adoptat de Parlament la 24 august 1991. Cetățenii Ucrainei și-au exprimat sprijinul covârșitor pentru independență. La referendum au participat 31.891.742 de alegători înscriși (sau 84,18% din electorat), dintre care 28.804.071 (sau 92,3%) au votat „Da”. În aceeași zi, au avut loc alegeri prezidențiale. În luna premergătoare alegerilor prezidențiale, toți cei șase candidați au făcut campanie în toată Ucraina în favoarea independenței față de Uniunea Sovietică și a votului „Da” la referendum. Leonid Kravciuk, președintele parlamentului și șef de stat de facto, a fost ales pentru a servi ca prim președinte al Ucrainei. 
Din 2 decembrie 1991, Ucraina a fost recunoscută la nivel global de alte țări ca stat independent. Tot la 2 decembrie, președintele RSFS Rusă Boris Elțin a recunoscut Ucraina ca independentă. Într-o telegramă de felicitări trimisă de președintele sovietic Mihail Gorbaciov lui Kravciuk la scurt timp după referendum, Gorbaciov și-a inclus speranțele pentru o strânsă cooperare și înțelegere ucraineană în „formarea unei uniuni de state suverane”.
Ucraina a fost a doua cea mai puternică republică din Uniunea Sovietică atât din punct de vedere economic, cât și politic (după Rusia), iar secesiunea ei a pus capăt oricărei șanse ca Gorbaciov să mențină URSS unită. Până în decembrie 1991, toate fostele republici sovietice, cu excepția RSFS Rusă și a RSS Kazahă se separaseră oficial de Uniune.  La o săptămână după alegerea sa, Kravciuk s-a alăturat lui Elțin și liderului belarus Stanislav Șușchievici pentru a semna Acordurile de la Belaveja, care declara că Uniunea Sovietică a încetat să mai existe. URSS s-a dizolvat oficial la 26 decembrie.

## Reacții în România
La 28 noiembrie 1991, Parlamentul României a întocmit o declarație privind Referendumul din Ucraina, din 1 decembrie 1991:
Având în vedere că acest referendum ar urma să se desfășoare și pe teritoriile românești - Bucovina de Nord, Ținutul Herța, Ținutul Hotin, precum și județele din sudul Basarabiei -, Parlamentul României declară solemn că aceste teritorii au fost rupte din trupul țării, iar Pactul Ribbentrop-Molotov a fost declarat nul și neavenit, ab initio, de U.R.S.S. la 24 decembrie 1989 și de Parlamentul României la 24 iunie 1991.
... acest referendum nu poate avea valabilitate în privința teritoriilor românești anexate abuziv de fosta U.R.S.S., teritorii care nu au aparținut niciodată Ucrainei și sunt de drept ale României.
Parlamentul României, declară solemn că referendumul organizat de autoritățile de la Kiev în teritoriile românești încorporate cu forța în cadrul fostei U.R.S.S. - respectiv în Bucovina de Nord, Ținutul Herta, Ținutul Hotin, precum și în județele din sudul Basarabiei - este nul și neavenit, precum și consecințele acestuia.
Parlamentul României solicită guvernului țării să înceapă de urgență negocieri cu autoritățile de la Kiev în problema teritoriilor românești anexate cu forța de U.R.S.S.